# 岩戸山十三仏

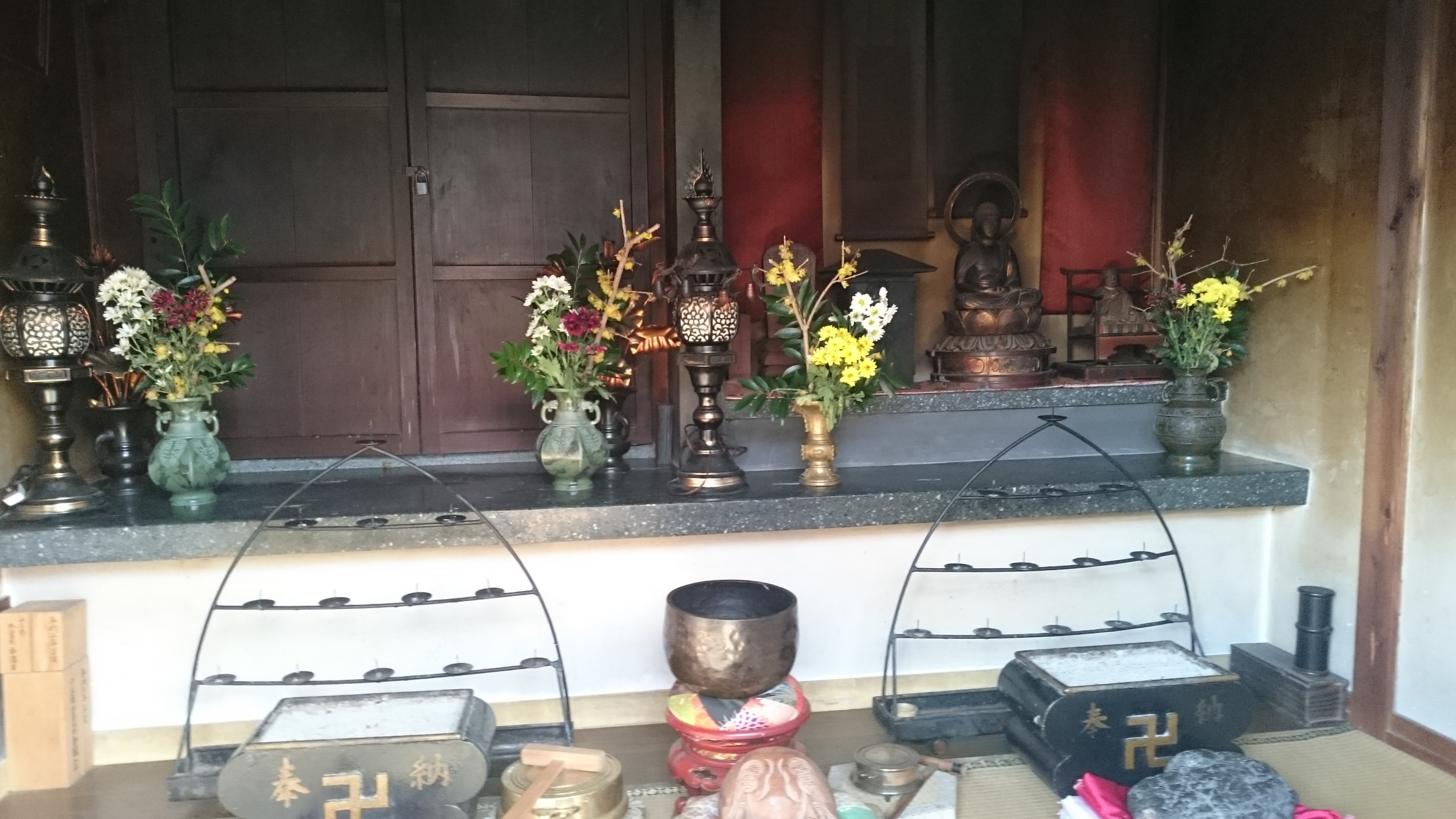
山頂付近のお堂

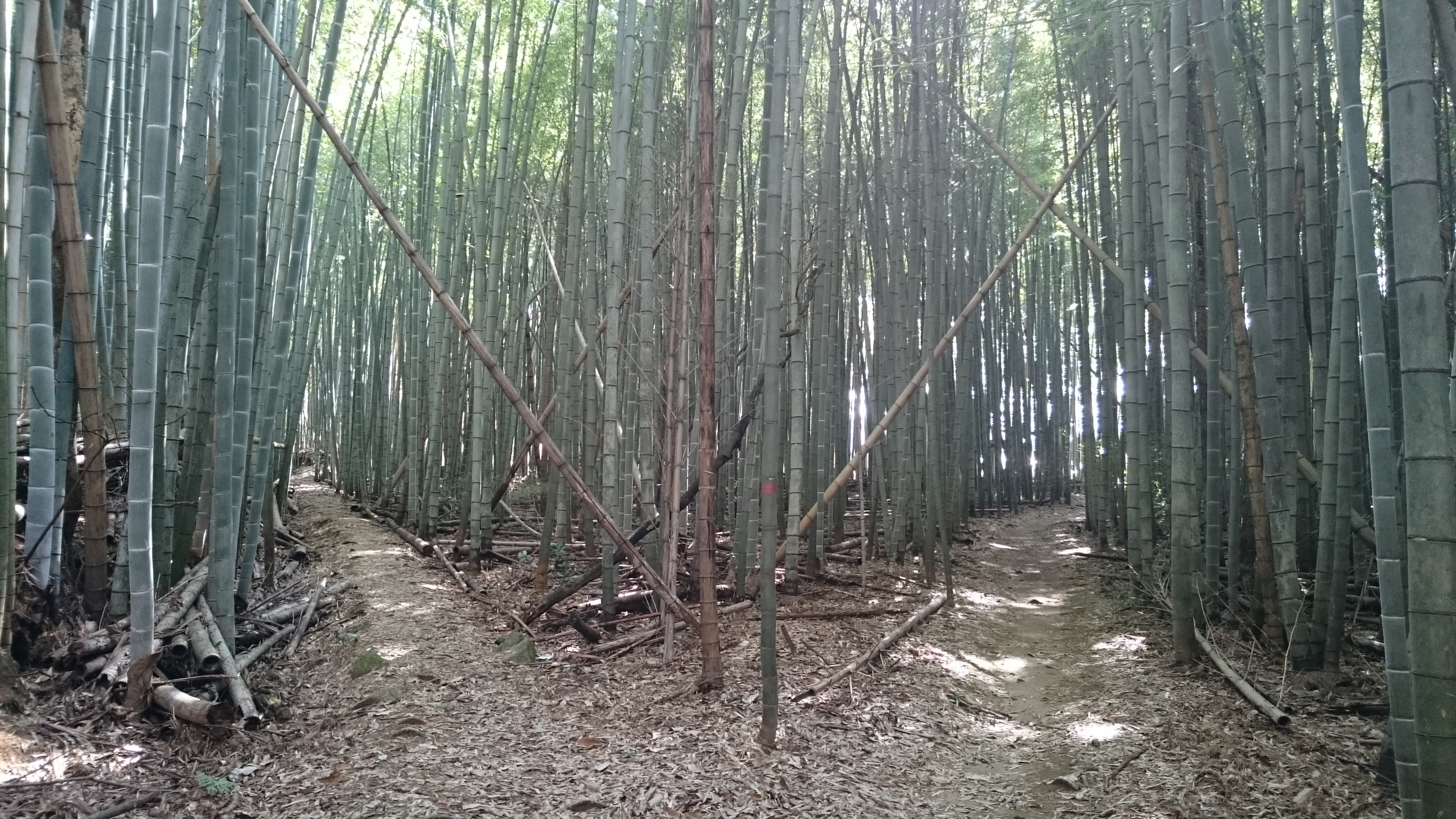
岩戸山の登山道

岩戸山十三仏（いわとやまじゅうさんぶつ）は滋賀県近江八幡市安土町にある石仏群である。
石仏群のある岩戸山は箕作山の南部に位置しており、山頂に安土町でただ一つの磨崖仏がある。
磨崖仏は聖徳太子が山頂の巨岩に不動明王や釈迦如来など緒菩薩十三体を自らの爪で刻んだと伝えられていることから、「岩戸山十三仏」の名称の由来となった。
現在、山頂に向かう入口には獣害対策用の柵が設けられているが、登山可能である。登山用のハイキングコースとしても親しまれている。
山頂までは約800段ほど石段があり、山頂からは箕作山や太郎坊山に続く登山ルートがある。
- 名称 ： 岩戸山十三仏
- 所在地 ： 滋賀県近江八幡市安土町内野
- 緯度度 35  |緯度分 7  |緯度秒 7
- 経度度 136  |経度分 10 |経度秒 13
- 法会 ： 千日会「毎年4月」

## 近隣の山
- 赤神山